# شیرینی روح‌افزا
روح‌افزا نوعی شیرینی مخصوص شهرستان ساوه است که از شکر، آب، بادام یا گردو یا پسته و امثال اینها به اضافه زعفران تهیه و به شکل لوزی بریده می‌شود. در ایام قدیم بانوی هنرمند ساوجی  که جزو شاهزادگان افشاریان بود به نام تموری یا تمنا این نوع شیرینی محلی را درست کرد.